# Bernard Bloch
Pour les articles homonymes, voir Bloch.
Bernard Bloch est un acteur et metteur en scène français né le 11 décembre 1949 à Mulhouse.

## Biographie
Fondateur du Théâtre de la Reprise, de l’Attroupement, du Scarface Ensemble, Bernard Bloch crée en 1996 Le Réseau (théâtre). Sa compagnie est implantée à Montreuil et dispose d’un lieu intermédiaire de production, de recherche et de présentation qu’elle partage avec la compagnie Le Cartel et (CAP)*.
Au cinéma et à la télévision, il travaille avec Ken Loach, Bernard Sobel, Yves Boisset, Gérard Guillaume, Jeanne Labrune, Richard Dindo, Philippe Garrel, ou encore avec Jacques Audiard dans Un héros très discret, avec Michel Piccoli dans Alors voilà, avec John Frankenheimer dans Ronin, avec Romain Goupil dans À mort la mort !, avec Jean-Pierre Limosin dans Novo, avec Antoine de Caunes dans Monsieur N., avec Philippe Le Guay dans Le Coût de la vie et Du jour au lendemain, avec Thomas Vincent dans Je suis un assassin et S.A.C., des hommes dans l'ombre, ou encore avec Anne Fontaine dans Entre ses mains, Edwin Baily (Deux flics sur les docks) ou Sólveig Anspach (Queen of Montreuil et Anne et les Tremblements), David Oelhoffen (Le Quatrième Mur) et Dan Perceval (Raise the dead).

## Filmographie

### Cinéma

#### Longs métrages
- 1975 : Histoire de Paul de René Féret : L'harmonica
- 1980 : Fernand de René Féret : Fernand
- 1981 : Allons z'enfants d'Yves Boisset : Adjudant Viellard
- 1982 : Enigma de Jeannot Szwarc
- 1986 : Bleu comme l'enfer d'Yves Boisset : Kovacs
- 1986 : Fatherland de Ken Loach : journaliste
- 1989 : Radio Corbeau d'Yves Boisset : Louis Gerfaut
- 1989 : Hidden Agenda de Ken Loach : Le psychiatre
- 1989 : L'Orchestre rouge de Jacques Rouffio : Jung
- 1990 : Secret défense (Hidden Agenda) de Ken Loach : Henri
- 1991 : Arthur Rimbaud, une biographie de Richard Dindo : Ernest Delahaye
- 1993 : La Naissance de l'amour de Philippe Garrel : le douanier
- 1995 : Kabloonak de Claude Massot : Thierry Malet
- 1996 : Le Cœur fantôme de Philippe Garrel : Guard
- 1996 : Un héros très discret de Jacques Audiard : Ernst
- 1996 : Des nouvelles du bon Dieu de Didier Le Pêcheur
- 1997 : Alors voilà de Michel Piccoli : Marcel
- 1998 : Ronin de John Frankenheimer : Sergi
- 1999 : À mort la mort ! de Romain Goupil : Bernard
- 1999 : Une pour toutes de Claude Lelouch : le chef de service
- 2000 : La Vache et le Président de Philippe Muyl : Bichon
- 2002 : Novo de Jean-Pierre Limosin : docteur Sagem
- 2003 : Monsieur N. d'Antoine de Caunes : Von Holgendorp
- 2003 : Le Coût de la vie de Philippe Le Guay : Richet, l'huissier
- 2003 : Inquiétudes de Gilles Bourdos : le père de Bruno
- 2004 : Je suis un assassin de Thomas Vincent : le portier
- 2004 : Double Zéro de Gérard Pirès : Colonel Fosse
- 2005 : Entre ses mains d'Anne Fontaine : le directeur de la compagnie d'assurances
- 2006 : Du jour au lendemain de Philippe Le Guay : Magne
- 2011 : Queen of Montreuil de Sólveig Anspach
- 2019 : Pas en mon nom de Daniel Kupferstein
- 2024 : Le Quatrième Mur de David Oelhoffen : Sam Akounis

#### Courts métrages
- 1993 : Paranoïa de Frédéric Forestier et Stéphane Gateau
- 2004 : À l'arraché de Fred Cavayé : l'homme « qui a tout vu »
- 2010 : Anne et les Tremblements de Sólveig Anspach : Monsieur Léonard, le responsable RATP

### Télévision
- 1972 : Albert Einstein de Gérard Chouchan : un membre de l'académie d'Olympia
- 1975 : Les Brigades du Tigre, épisode La Couronne du Tsar de Victor Vicas : Vassili
- 1975 : Messieurs les jurés : L'Affaire Lambert d'André Michel : Dragomir Petrovic
- 1980 : Le Cheval dans le béton de Paul Planchon : Maury
- 1981 : Le 28 mars, 20 heures de Paul Planchon : Marc Fischer
- 1982 : Les Prédateurs de Jeanne Labrune : Anatole
- 1983 : Le Pic des trois seigneurs de Gérard Guillaume
- 1984 : La Digue de Jeanne Labrune : Le technicien
- 1985 : Châteauvallon de Serge Friedman, Paul Planchon et Emmanuel Fonlladosa
- 1985 : La Sorcière de Couflens de Gérard Guillaume : Marc
- 1987 : Les Cinq Dernières Minutes : Une paix royale de Gérard Gozlan : Julien de Kerhalec
- 1987 : Série noire : La Fée Carabine d'Yves Boisset : Cercaire
- 1988 : Sueurs froides : Mort en copropriété d'Arnaud Sélignac : M. Casseigne
- 1988 : The Free Frenchman de Jim Goddard
- 1991 : Les Carnassiers d'Yves Boisset : Commissaire Lagorce
- 1991 : Salut les coquins de Marcel Zemour : Lormont
- 1993 : L'Affaire Seznec d'Yves Boisset : Le Her
- 1994 : Julie Lescaut : La Mort en Rose d'Élisabeth Rappeneau
- 1994 : Morlock (de) : Le Tunnel d'Yves Boisset : Colbert
- 1996 : Anne Le Guen : Du fil à retordre de Stéphane Kurc : Ledoyen
- 1996 : Combats de femme (TV Series) - épisode : Un monde meilleur de Laurent Dussaux : Steven
- 1997 : Julie Lescaut : Question de confiance d'Alain Wermus : Lestrade
- 1999 : Un homme en colère : L'Affaire Caroline de Denis Malleval : M. Briquet
- 2002 : Boulevard du Palais : Les Murmures de la forêt de Renaud Bertrand : Patron Jeune taupe
- 2003 : Avocats et Associés : Secrets de campagne d'Alexandre Pidoux : Pierre Jeanson
- 2003 : La Crim' : Mort d'un héros de Laurent Lévy : Colonel Rondard
- 2005 : S.A.C., des hommes dans l'ombre de Thomas Vincent : Pierre-Marie Rosa
- 2005 : Le Grand Charles de Bernard Stora : Jacques Foccart
- 2006 : Joséphine, ange gardien : Remue ménage de Laurent Lévy : Malot
- 2007 : La Résistance de Félix Olivier : Le docteur Joseph Weill
- 2009 : L'Affaire Salengro d'Yves Boisset : Édouard Herriot
- 2012 : L'Été des Lip de Dominique Ladoge : Père Manche
- 2012 : Deux flics sur les docks (série TV, S02E02 Du sang et du miel) d'Edwin Baily : Pelly
- 2015 : Section de recherches (série TV, S09E09 Les loups) : Jules Carnucci
- 2018 : Clem (série TV, S08E08 Secrets de famille) : Monsieur Favrin
- 2018 : Balthazar (série TV, S01E03) : Philippe Cartier
- 2022 : Je te promets (Série TV TF1) : Joël Dumorel
- 2023 : The Walking Dead: Daryl Dixon (Série TV OCS, S01E01 L'Âme perdue) : Guillaume

## Doublage
- 2023 : Oppenheimer : Ward V. Evans (en) (John Gowans)
- 2024 : Masters of the Air : ? (?) (mini-série)

## Théâtre

### Auteur, adaptateur, traducteur
- Le Prince et le Marchand d’après L’Idiot de Dostoïevski
- Vaterland avec Jean-Paul Wenzel (Prix de la meilleure création d'une pièce en langue française du Syndicat de la critique) publié par Théâtre Ouvert
- Palabres ou le petit banquet de Platon
- Une trop bruyante solitude d’après Bohumil Hrabal
- Tue la mort de Tom Murphy (traduction publiée par Actes Sud)
- Dehors/Dedans de Tom Murphy (traduction publiée par Actes Sud)
- Les Vertus de l’oiseau solitaire d’après Juan Goytisolo
- Gouttes d’eau sur pierres brûlantes de Rainer Werner Fassbinder (traduction)
- Portnoy et son complexe d’après Philip Roth
- L’Ouest solitaire de Martin McDonagh (traduction publiée par Actes Sud)
- Lehaïm-à la vie ! avec Bernard Chartreux d’après Portraits Juifs de Herlinde Koelbl (traduction publiée par l’Arche)
- Le Chercheur de traces, d'après la nouvelle éponyme d'Imre Kertész (inédit) Lauréat de l'aide à la création dramatique du Centre national du théâtre
- Le Bouc d'après Rainer Werner Fassbinder
- Dix jours en terre ceinte. Récit de voyage en Palestine et en Israël, préface de Hélène Cixous[2], Magellan & Cie, 2017.
- Le voyage de Cholb - Penser contre soi-même Pièce de théâtre d'après le récit ci-dessus
- La situation (Jérusalem-Portraits sensibles) Pièce de théâtre d'après 60 entretiens avec des habitants de Jérusalem
- Les pères ont toujours raison  Pièce de théâtre sur Heiner Müller

### Comédien
- 1970 : Les Prisonniers de la Baie des Cochons de Robert Gironès et Gaston Jung, mise en scène Gaston Jung, Théâtre des Drapiers Strasbourg
- 1971 : Playa Giron 61 de Robert Gironès et Denis Guénoun, mise en scène Robert Gironès, Festival d'Avignon
- 1972 : Le Château dans les champs de Bernard Chartreux, mise en scène Robert Gironès, Festival d'Avignon Théâtre Ouvert
- 1972 : Richard III de William Shakespeare, mise en scène André-Louis Perinetti, Théâtre de la Cité internationale
- 1973 : Le Château dans les champs de Bernard Chartreux, mise en scène Robert Gironès, Festival d'Avignon
- 1973 : Woyzeck de Georg Büchner, mise en scène Jean-Pierre Vincent, Théâtre Le Palace
- 1974 : Zalmen ou la folie de Dieu d'Elie Wiesel, mise en scène Daniel Emilfork, Nouvelle Comédie
- 1974 : Tambours dans la nuit de Bertolt Brecht, mise en scène Robert Gironès, Théâtre Mécanique
- 1974 : Les Premières Communions de Jean-François Prévand d'après Alfred de Musset, George Sand, mise en scène Nicole Garcia, Vincennes
- 1975 : Le Règne blanc d'après Édouard II  de Christopher Marlowe, mise en scène Robert Gironès, Théâtre de la Cité internationale
- 1976-1978 : Roméo et Juliette, La Nuit des rois et Jules César de Shakespeare, Agamemnon d'Eschyle, Les Contemporains, création collective avec L'Attroupement, Bernard Bloch, Denis Guénoun (mise en scène) et Patrick Le Mauff
- 1979 : Faust d'après Bertolt Brecht, mise en scène Bernard Bloch
- 1980 : Nous irons tous à Cappella création collective avec le Scarface Ensemble
- 1981 : La Soudaine Richesse des pauvres gens de Kombach d'après Fleischer avec Les Fédérés
- 1981 : Antoine et Cléopâtre de William Shakespeare, mise en scène Bernard Bloch avec le Scarface Ensemble
- 1983-1984 : Vaterland de Bernard Bloch et Jean-Paul Wenzel, mise en scène des auteurs, Théâtre Ouvert
- 1984 : Spinoza et Vermeer de Gilles Aillaud, mise en scène Jean Jourdheuil et Jean-François Peyret, Théâtre Gérard Philipe, Théâtre de la Bastille
- 1986 : Le Cyclope d'Euripide, opéra Betsy Jolas, mise en scène Bernard Sobel, Festival d'Avignon, Théâtre national de Chaillot
- 1986 : 4 hommes à vendre d'Élisabeth Marie, mise en scène de l'auteure
- 1987 : Erreurs choisies d'Heiner Müller, mise en scène Élisabeth Marie
- 1987 : Le Prince et le marchand de Bernard Bloch d'après L’Idiot de Dostoïevski, mise en scène Élisabeth Marie, Théâtre national de Strasbourg
- 1988 : Je me souviens des duffle coats d'après Georges Perec et Jean-Luc Godard, mise en scène Élisabeth Marie
- 1989 : Le Bouc de Rainer Werner Fassbinder, création collective avec le Scarface Ensemble
- 1989 : Les Grenouilles d'Aristophane, mise en scène Élisabeth Marie
- 1990 : Turcaret d'Alain-René Lesage, mise en scène Pierre Barrat
- 1990 : Bérénice de Racine, mise en scène Jacques Lassalle, Théâtre national de Strasbourg
- 1991 : Bérénice de Racine, mise en scène Jacques Lassalle, Théâtre des Treize Vents Opéra Comédie, Nouveau théâtre d'Angers
- 1991 : L'Ennemi du peuple d'Henrik Ibsen, mise en scène Élisabeth Marie
- 1992 : Krinsky de Jorge Goldenberg, mise en scène Albert Simond
- 1992 : Le Théâtre ambulant Chopalovitch de Lioubomir Simovitch, mise en scène Jean-Paul Wenzel, La Coursive, Théâtre de la Ville
- 1994 : Le Malade imaginaire de Molière, mise en scène Jean-Luc Lagarce, Théâtre de l'Est parisien, La Coursive
- 1995 : La Bataille d'Arminius de Heinrich von Kleist, mise en scène Jean Jourdheuil, Théâtre des Amandiers
- 1995 : L'Amour en Crimée de Slavomir Mrozeck, mise en scène Philippe Mentha
- 1998 : La Musica de Marguerite Duras, mise en scène Jean Lacornerie
- 1999 : L’Inspecteur général de Nikolaï Gogol, mise scène Matthias Langhoff, Théâtre national de Bretagne, Théâtre des Amandiers
- 2000 : La Vie de Galilée de Bertolt Brecht, mise en scène Jacques Lassalle, Théâtre national de la Colline, Théâtre de la Croix-Rousse
- 2001 : Mariages de Nicolas Gogol et Franz Xaver Kroetz, mise en scène Agnès Bourgeois
- 2002 : Olivier Py, théâtre ouvert à la poésie d'après Olivier Py, mise en scène Arnaud Meunier, Forum Culturel Le Blanc-Mesnil
- 2002 : Un Volpone d'après Ben Jonson, mise en scène Vincent Goethals
- 2004 : Lehaïm-À la vie ! d'après Herlinde Koelbl, mise en scène Bernard Bloch, Théâtre du Soleil
- 2004 : Moi, quelqu'un d’Isabelle Rèbre, mise en scène Philippe Lanton
- 2004 : La vie est un rêve de Pedro Calderón de la Barca, mise en scène Arnaud Meunier, Maison de la culture d'Amiens
- 2005 : La vie est un rêve de Pedro Calderón de la Barca, mise en scène Arnaud Meunier, Théâtre de Gennevilliers, Le Forum Le Blanc-Mesnil
- 2005 : Lehaïm-À la vie ! d'après Herlinde Koelbl, mise en scène Bernard Bloch, Le Forum Le Blanc-Mesnil, Théâtre des Treize Vents, tournée
- 2006 : Lehaïm-À la vie ! d'après Herlinde Koelbl, mise en scène Bernard Bloch, Maison de la Poésie, tournée
- 2006 : Gens de Séoul d’Oriza Hirata, mise en scène Arnaud Meunier, Théâtre national de Chaillot
- 2007 : Gens de Séoul d’Oriza Hirata, mise en scène Arnaud Meunier, Le Forum Le Blanc-Mesnil, Comédie de Reims
- 2007 : Lehaïm-À la vie ! d'après Herlinde Koelbl, mise en scène Bernard Bloch, Maison de la Poésie, Théâtre National de Nice, La Filature
- 2008 : Le Tribun/Finale de Mauricio Kagel, mise en scène Jean Lacornerie, Théâtre de l'Athénée-Louis-Jouvet
- 2008 : L'École des femmes de Molière, mise en scène Jean-Pierre Vincent, Odéon-Théâtre de l'Europe
- 2009 : L'École des femmes de Molière, mise en scène Jean-Pierre Vincent, La Coursive, MC2, Le Quartz, tournée
- 2010 : Le Tribun/Finale de Mauricio Kagel, mise en scène Jean Lacornerie
- 2010 : Fin d’Isabelle Rèbre, mise en scène Philippe Lanton Maquette
- 2010 : Le Professionnel de Dušan Kovačević, mise en scène Philippe Lanton, Théâtre de l'Ouest parisien
- 2010 : Trahisons orales de Claude Seignolle et Mauricio Kagel, mise en scène Hubert Colas à Marseille et Genève
- 2011 : La Leçon du maître de Jean Pavans, d'après Henry James, mise en espace Jacques Lassalle, Le Forum Le Blanc-Mesnil
- 2011 : Le Chercheur de traces de Bernard Bloch d'après Imre Kertész, mise en scène Bernard Bloch, Théâtre de Saint-Quentin-en-Yvelines
- 2012 : Le Professionnel de Dušan Kovačević, mise en scène Philippe Lanton, Théâtre Nanterre-Amandiers
- 2012 : Loin de Corpus Christi de Christophe Pellet, mise en scène jacques Lassalle, Théâtre des Abbesses (Paris), Théâtre des treize vents (Montpellier)
- 2012 : La Boule d'or de Jean-Pierre Sarrazac, mise en espace de Jacques Lassalle, Théâtre de la Madeleine et France Culture
- 2012 : La Leçon du maître de Jean Pavans d'après Henry James, mise en scène de Jacques Lassalle au festival NAVA
- 2013 à 2014 : Fuck America D'après Edgar Hilsenrath
- 2015 : Fin de Isabelle Rèbre, mise en scène B.Bloch
- 2017 à 2019 : Le voyage de Dranreb Cholb de B.Bloch
- 2019 à 2022 : Jours tranquilles à Jérusalem de Mohamed Kacimi mis en scène par Jean-Claude Fall
- 2021 : L'habilleur de Ronald Harwood mis en scène par Vincent Goethals
- 2021 à 2023 : La situation (Jérusalem-Portraits sensibles) de Bernard Bloch

### Metteur en scène
- 1978 : Faust d’après Goethe
- 1979 : Les Quatre Pavés (spectacle de rue)
- 1980 : Nous irons tous à Cappella (création collective)
- 1981 : Antoine et Cléopâtre de William Shakespeare
- 1982 : Juanito court toujours  d’Élizabeth Marie
- 1983 : Vaterland de Jean-Paul Wenzel et Bernard Bloch (Prix de la meilleure création d'une pièce en langue française du Syndicat de la critique)
- 1985 : Tragédie dans les classes moyennes d’Élizabeth Marie
- 1993 : Les Vertus de l’oiseau solitaire de Juan Goytisolo
- 1994 : Tue la mort de Tom Murphy, Théâtre de la Commune
- 1996 : Gouttes d’eau sur pierres brûlantes de Rainer Werner Fassbinder
- 1997 : Dehors/Dedans de Tom Murphy
- 1998 : Moi, quelqu'un d'Isabelle Rèbre
- 2001 : Les Paravents de Jean Genet, Théâtre Nanterre-Amandiers
- 2002 : Départ(s) de Gilles-Souleymane Laubert
- 2003 : Rêves d’Algérie d’après 80 habitants de la région de Dunkerque
- 2003 : Portnoy et son complexe de Philip Roth
- 2003 : L’Ouest Solitaire de Martin McDonagh, Théâtre du Rond-Point
- 2004 : Lehaïm-à la vie d’après Portraits Juifs de Herlinde Koelbl
- 2005-2007 : L’Hypothèse Mozart de Frédéric Sounac
- 2006 : Afin qu’ils puissent pouvoir, spectacle de sortie de la promotion 2006 des régisseurs de l’Institut supérieur des techniques du spectacle d'Avignon
- 2008 : Le Ciel est vide d’Alain Foix, Théâtre Berthelot Montreuil
- 2009 : L’Hypothèse Mozart de Frédéric Sounac, Nouveau Théâtre de Montreuil
- 2011 : Le Chercheur de traces de Bernard Bloch d'après Imre Kertész à Dijon, Strasbourg, Colmar, Mulhouse et Montreuil
- 2012-2013 : Nathan le sage de Gotthold Ephraïm Lessing à Colmar, Saint-Étienne, Montreuil, Fontainebleau, Pontoise etc.
- 2013_2014 : Fuck America mis en scène collective d'après E.Hilsenrath
- 2015 : Fin d'Isabelle Rèbre
- 2016 : La Déplacée de Heiner Müller
- 2017 : 'Le Voyage de D.Cholb - Penser contre soi-même : pièce de théâtre, adaptation de Dix jours en terre ceinte, jouée notamment dans le cadre du festival d'Avignon[3],[4],[5],[6].
- 2021 : La situation (Jérusalem-Portraits sensibles) de Bernard Bloch